# صفوح (اسم)
صفوح هو اسم علم مذكر من أصل عربي، ومعناه هو الكثير التسامح، غافر العثرات المسامح للعيوب.

## صفوح الريفي
- صفوح شغالة

## وصلات خارجية
- موسوعة السلطان قابوس لأسماء العرب نسخة محفوظة 5 أبريل 2019 على موقع واي باك مشين.